# Eupetinus brevicollis
Eupetinus brevicollis är en skalbaggsart som beskrevs av Sharp 1908. Eupetinus brevicollis ingår i släktet Eupetinus och familjen glansbaggar. Inga underarter finns listade i Catalogue of Life.